# Мастер Благовещения из Экса
Мастер Благовещения из Экса (фр. Maitre de l’Annonciation d’Aix, работал в Провансе ок. 1445 года) — французский художник.

## Биография
Мастер Благовещения из Экса — анонимный художник, автор триптиха, исполненного в 1443-1445 годах по заказу суконщика из Экса Пьера Карпичи для церкви Сан Совер в Эксе. Этот триптих, разобранный, и хранящийся ныне в разных собраниях, первоначально состоял из центральной сцены «Благовещения» (Экс-ан-Прованс, церковь Мадлен), «Пророка Исайи» (Роттердам, Музей Бойманса — ван Бёнингена) и «Натюрморта» (Амстердам, Гос. музей) — на левой створке, и «Пророка Иеремии» на правой (Брюссель, Королевский музей изящных искусств). На оборотной стороне закрытых створок изображено «Явление Христа Марии Магдалине».
Было много разных попыток привязать произведения Мастера из Экса к имени того или иного художника. Очевидно лишь то, что этот мастер принадлежал к нидерландской школе: чувство целого и реалистическая трактовка тел были заимствованы у Яна ван Эйка, и особенно у Мастера из Флемаля (Робер Кампен). Вероятно он учился в Бургундии, поскольку драпировки с тяжелыми складками и монументальность фигур явно отражают влияние Клауса Слютера. Это северное влияние дополнено провансальской трактовкой форм и света. Триптих мастера по стилистике близок кругу художников короля Рене, поэтому исследователи предполагают, что он работал среди его живописцев, и сопровождал короля Рене в Неаполь. Мастера Благовещения из Экса пытались отождествить с Робером Кампеном, Колантонио, Жаном Шапю, Бартелеми д’Эйком и Гийомом Домбе. Самой правдоподобной и принятой многими специалистами является гипотеза о Бартелеми д’Эйке — художнике и миниатюристе короля Рене в 1447—1476 годах.